# Nāḩīyat Saddat al Hindīyah
Nāḩīyat Saddat al Hindīyah är en ort i Irak.   Den ligger i distriktet Al-Musayab District och provinsen Babil, i den centrala delen av landet, 70 km söder om huvudstaden Bagdad. Nāḩīyat Saddat al Hindīyah ligger 36 meter över havet och antalet invånare är 30 622.
Terrängen runt Nāḩīyat Saddat al Hindīyah är mycket platt. Runt Nāḩīyat Saddat al Hindīyah är det ganska tätbefolkat, med 179 invånare per kvadratkilometer. Närmaste större samhälle är Al Hindīyah, 19,3 km söder om Nāḩīyat Saddat al Hindīyah. Trakten runt Nāḩīyat Saddat al Hindīyah består till största delen av jordbruksmark.